# Міхал Чепіта
Міхал Віктор Чепіта (пол. Michał Wiktor Czepita, 12 лютого 1884, Бучач, нині Тернопільська область, Україна — 1941) — польський живописець.

## Життєпис
Народився 12 лютого 1884 року в м. Бучачі (нині Тернопільська область, Україна, тоді Королівство Галичини та Володимирії, Австро-Угорщина).
1903—1907 роки навчався у Кракові (Академія мистецтв, викладачі Ф. Цинк, Ю. Панькевич). Проживав у Варшаві. Твори виставляв від 1909 року.

Учасник «Групи 12-ти», товариства «Pro Arte», Спілки польських художників-пластиків.

Автор натюрмортів, пейзажів, портретів.

Твори (6 картин) зберігаються у Національних музеях Польщі (Варшава, Краків).